# 皮拉福查
皮拉福查是瑞士的城鎮，位於該國西部，由弗里堡州負責管轄，面積5.06平方公里，海拔高度751米，2011年人口148，七成人口信奉羅馬天主教，人口密度每平方公里29人。